# Hevesvezekény, Heves
Hevesvezekény  este un sat în districtul Heves, județul Heves, Ungaria, având o populație de 680 de locuitori (2011). 

## Demografie
Componența etnică a satului Hevesvezekény
     Maghiari (100%)
Componența confesională a satului Hevesvezekény
     Romano-catolici (52,65%)
     Fără religie (4,41%)
     Reformați (2,35%)
     Necunoscută (40%)
     Atei (0,59%)
     Alte religii (0,59%)
Conform recensământului din 2011, satul Hevesvezekény avea 680 de locuitori. Din punct de vedere etnic, majoritatea locuitorilor (100,0%) erau maghiari.  Din punct de vedere confesional, majoritatea locuitorilor (52,65%) erau romano-catolici, existând și minorități de persoane fără religie (4,41%) și reformați (2,35%). Pentru 40,0% din locuitori nu este cunoscută apartenența confesională.